# بدرود جولیا
بدرود جولیا (به عربی: وداعا جوليا) یک فیلم درام محصول ۲۰۲۳ سودان به کارگردانی محمد کردفانی است. این فیلم نخستین فیلم بلند کردفانی و نخستین فیلم از سودان است که در بخش نوعی نگاه از جشنواره فیلم کن ارائه شده‌است.